# Septième circonscription de Seine-et-Marne
Depuis 2022, la septième circonscription de Seine-et-Marne est représentée par Ersilia Soudais, députée La France Insoumise et, depuis les élections de 2024, membre de la coalition politique de gauche Nouveau Front populaire.

## Description géographique et démographique

La septième circonscription de Seine-et-Marne de 1988 à 2012

La septième circonscription de Seine-et-Marne, centrée sur la ville de Mitry-Mory.
Elle est composée des quatre cantons ci-dessous (découpage antérieur à 2015) :
- canton de Mitry-Mory : 26 848 habitants
- canton de Lagny-sur-Marne : 30 030 habitants
- canton de Claye-Souilly : 42 634 habitants[3]
- canton de Villeparisis : 54 112 habitants

et d'une partie du canton de Dammartin-en-Goële : communes de Dammartin-en-Goële, Le Mesnil-Amelot, Longperrier, Mauregard, Moussy-le-Neuf, Moussy-le-Vieux, Othis, Thieux et Villeneuve-sous-Dammartin) soit 23 181 habitants.

## Description politique
En 1988, 1997 et 2002, le duel pour la conquête de ce siège de député mit aux prises les mêmes protagonistes que celui des élections à la mairie de Chelles : le maire socialiste de Chelles Jean-Paul Planchou et son prédécesseur le conservateur Charles Cova.
La liste UMP remporte les élections municipales à Chelles en 2014 et 2020.
Le 2e tour des élections législatives de 2017 voit une opposition entre le candidat FN et le candidat LREM (le député LR sortant, Yves Albarello est éliminé au 1er tour).

## Historique des résultats
| Législature | Début de mandat | Fin de mandat  | Député             | Parti politique | Observations                                                                           |
| ----------- | --------------- | -------------- | ------------------ | --------------- | -------------------------------------------------------------------------------------- |
| IXe         | 23 juin 1988    | 1er avril 1993 | Jean-Paul Planchou | PS              |                                                                                        |
| Xe          | 2 avril 1993    | 21 avril 1997  | Charles Cova       | RPR             | Mandat écourté à la suite d'une dissolution parlementaire décidée par Jacques Chirac.  |
| XIe         | 12 juin 1997    | 18 juin 2002   | Charles Cova       | RPR             |                                                                                        |
| XIIe        | 19 juin 2002    | 19 juin 2007   | Charles Cova       | UMP             |                                                                                        |
| XIIIe       | 20 juin 2007    | 19 juin 2012   | Yves Albarello     | UMP             |                                                                                        |
| XIVe        | 20 juin 2012    | 20 juin 2017   | Yves Albarello     | UMP puis LR     |                                                                                        |
| XVe         | 21 juin 2017    | 21 juin 2022   | Rodrigue Kokouendo | LREM            |                                                                                        |
| XVIe        | 22 juin 2022    | 9 juin 2024    | Ersilia Soudais    | LFI             | Mandat écourté à la suite d'une dissolution parlementaire décidée par Emmanuel Macron. |

## Historique des élections

### Élections de 1988
| Candidat       | Candidat               | Parti          | Premier tour | Premier tour | Second tour | Second tour |  |
| Candidat       | Candidat               | Parti          | Voix         | %            | Voix        | %           |  |
| -------------- | ---------------------- | -------------- | ------------ | ------------ | ----------- | ----------- |  |
|                | Charles Cova           | RPR (URC)      | 15 069       | 33,69        | 23 443      | 48,87       |  |
|                | Jean-Paul Planchou élu | PS             | 14 648       | 32,75        | 24 527      | 51,13       |  |
|                | Gérard Bordu sortant   | PCF            | 6 942        | 15,52        |             |             |  |
|                | Pierre-Jean Prillard   | FN             | 6 502        | 14,54        |             |             |  |
|                | Axel Galinier          | Divers droite  | 907          | 2,03         |             |             |  |
|                | Jean Ferrari           | Divers droite  | 658          | 1,47         |             |             |  |
|                |                        |                |              |              |             |             |  |
| Inscrits       | Inscrits               | Inscrits       | 73 656       | 100,00       | 73 650      | 100,00      |  |
| Abstentions    | Abstentions            | Abstentions    | 28 379       | 38,53        | 24 590      | 33,39       |  |
| Votants        | Votants                | Votants        | 45 277       | 61,47        | 49 060      | 66,61       |  |
| Blancs et nuls | Blancs et nuls         | Blancs et nuls | 551          | 1,22         | 1 090       | 2,22        |  |
| Exprimés       | Exprimés               | Exprimés       | 44 726       | 98,78        | 47 970      | 97,78       |  |

### Élections de 1993
| Candidat       | Candidat                   | Parti          | Premier tour | Premier tour | Second tour | Second tour |  |
| Candidat       | Candidat                   | Parti          | Voix         | %            | Voix        | %           |  |
| -------------- | -------------------------- | -------------- | ------------ | ------------ | ----------- | ----------- |  |
|                | Charles Cova élu           | RPR (UPF)      | 18 137       | 37,79        | 25 004      | 68,14       |  |
|                | Pierre-Jean Prillard       | FN             | 8 480        | 17,67        | 11 690      | 31,86       |  |
|                | Jean-Paul Planchou sortant | PS (ADFP)      | 8 462        | 17,63        |             |             |  |
|                | Daniel De Beckers          | GÉ (EÉ)        | 4 090        | 8,52         |             |             |  |
|                | Serge Goutmann             | PCF            | 3 961        | 8,25         |             |             |  |
|                | Pascal Billard             | RDRP           | 1 321        | 2,75         |             |             |  |
|                | Christine Piboux           | LT-LNÉ         | 1 104        | 2,3          |             |             |  |
|                | Jacques Beunèche           | LO             | 878          | 1,83         |             |             |  |
|                | Yves Simon                 | UDI            | 739          | 1,54         |             |             |  |
|                | Hervé Saoud                | UÉD            | 334          | 0,7          |             |             |  |
|                | Alain Roussel              | Divers droite  | 296          | 0,62         |             |             |  |
|                | Thierry Têtevuide          | AP             | 197          | 0,41         |             |             |  |
|                |                            |                |              |              |             |             |  |
| Inscrits       | Inscrits                   | Inscrits       | 75 977       | 100,00       | 75 977      | 100,00      |  |
| Abstentions    | Abstentions                | Abstentions    | 26 042       | 34,28        | 30 084      | 39,6        |  |
| Votants        | Votants                    | Votants        | 49 935       | 65,72        | 45 893      | 60,4        |  |
| Blancs et nuls | Blancs et nuls             | Blancs et nuls | 1 936        | 3,88         | 9 199       | 20,04       |  |
| Exprimés       | Exprimés                   | Exprimés       | 47 999       | 96,12        | 36 694      | 79,96       |  |

Le suppléant de Charles Cova était Jean Bouige, directeur de laboratoire, maire de Villeparisis.

### Élections de 1997
| Candidat       | Candidat                   | Parti          | Premier tour | Premier tour | Second tour | Second tour |  |
| Candidat       | Candidat                   | Parti          | Voix         | %            | Voix        | %           |  |
| -------------- | -------------------------- | -------------- | ------------ | ------------ | ----------- | ----------- |  |
|                | Jean-Paul Planchou         | PS             | 13 822       | 29,03        | 25 140      | 49,89       |  |
|                | Charles Cova sortant réélu | RPR            | 13 794       | 28,97        | 25 251      | 50,11       |  |
|                | Pierre-Jean Prillard       | FN             | 9 514        | 19,98        |             |             |  |
|                | Serge Goutmann             | PCF            | 3 891        | 8,17         |             |             |  |
|                | Daniel De Beckers          | GÉ             | 1 652        | 3,47         |             |             |  |
|                | Jacques Beunèche           | LO             | 1 541        | 3,24         |             |             |  |
|                | Auguste Victoria           | Divers         | 1 309        | 2,75         |             |             |  |
|                | Georges Berthu             | LDI (MPF)      | 1 190        | 2,5          |             |             |  |
|                | Patrice Romain             | MÉI            | 585          | 1,23         |             |             |  |
|                | Raphaël Dargent            | Extrême droite | 315          | 0,66         |             |             |  |
|                | Marie-Christine Dupeyrat   | Divers         | 1            | 0            |             |             |  |
|                |                            |                |              |              |             |             |  |
| Inscrits       | Inscrits                   | Inscrits       | 77 582       | 100,00       | 77 582      | 100,00      |  |
| Abstentions    | Abstentions                | Abstentions    | 28 207       | 36,36        | 24 359      | 31,4        |  |
| Votants        | Votants                    | Votants        | 49 375       | 63,64        | 53 223      | 68,6        |  |
| Blancs et nuls | Blancs et nuls             | Blancs et nuls | 1 761        | 3,57         | 2 832       | 5,32        |  |
| Exprimés       | Exprimés                   | Exprimés       | 47 614       | 96,43        | 50 391      | 94,68       |  |

Le suppléant de Charles Cova était Yves Albarello, directeur financier, maire de Claye-Souilly, élu conseiller régional d'Île-de-France en 1998.

### Élections de 2002
| Candidat       | Candidat                      | Parti            | Premier tour | Premier tour | Second tour | Second tour |  |
| Candidat       | Candidat                      | Parti            | Voix         | %            | Voix        | %           |  |
| -------------- | ----------------------------- | ---------------- | ------------ | ------------ | ----------- | ----------- |  |
|                | Charles Cova sortant réélu    | UMP              | 17 114       | 34,83        | 24 536      | 55,31       |  |
|                | Jean-Paul Planchou            | PS               | 14 749       | 30,02        | 19 825      | 44,69       |  |
|                | Dominique Launay              | FN               | 6 442        | 13,11        |             |             |  |
|                | Romain Chetaille              | MPF              | 4 119        | 8,38         |             |             |  |
|                | Serge Goutmann                | PCF              | 1 542        | 3,14         |             |             |  |
|                | Paul Athuil                   | Les Verts        | 1 084        | 2,21         |             |             |  |
|                | Jean-Paul Pasco-Labarre       | Pôle républicain | 949          | 1,93         |             |             |  |
|                | Viviane Brassié               | LCR              | 619          | 1,26         |             |             |  |
|                | Christian Vandenbroucke       | MNR              | 563          | 1,15         |             |             |  |
|                | Jacques Beunèche              | LO               | 439          | 0,89         |             |             |  |
|                | Daniel de Beckers             | GÉ               | 391          | 0,8          |             |             |  |
|                | Céline Gendre                 | CPNT             | 305          | 0,62         |             |             |  |
|                | Françoise Gentil-Descarrières | Divers           | 300          | 0,61         |             |             |  |
|                | Jiro Antoine Ilardo           | Divers           | 213          | 0,43         |             |             |  |
|                | Alain Bertin                  | Divers gauche    | 188          | 0,38         |             |             |  |
|                | Didier Salwa                  | Divers           | 121          | 0,25         |             |             |  |
|                |                               |                  |              |              |             |             |  |
| Inscrits       | Inscrits                      | Inscrits         | 81 415       | 100,00       | 81 399      | 100,00      |  |
| Abstentions    | Abstentions                   | Abstentions      | 31 594       | 38,81        | 35 534      | 43,65       |  |
| Votants        | Votants                       | Votants          | 49 821       | 61,19        | 45 865      | 56,35       |  |
| Blancs et nuls | Blancs et nuls                | Blancs et nuls   | 683          | 1,37         | 1 504       | 3,28        |  |
| Exprimés       | Exprimés                      | Exprimés         | 49 138       | 98,63        | 44 361      | 96,72       |  |

Le suppléant de Charles Cova était Yves Albarello.

### Élections de 2007
| Candidat       | Candidat             | Parti          | Premier tour | Premier tour | Second tour | Second tour |  |
| Candidat       | Candidat             | Parti          | Voix         | %            | Voix        | %           |  |
| -------------- | -------------------- | -------------- | ------------ | ------------ | ----------- | ----------- |  |
|                | Yves Albarello élu   | UMP            | 22 880       | 46,41        | 26 084      | 55,47       |  |
|                | Émeric Bréhier       | PS             | 12 245       | 24,84        | 20 940      | 44,53       |  |
|                | Sylvie Angeli        | UDF–MoDem      | 4 247        | 8,61         |             |             |  |
|                | Julien Sanchez       | FN             | 2 628        | 5,33         |             |             |  |
|                | Jean-Marc Ferrand    | PCF            | 2 024        | 4,11         |             |             |  |
|                | Cécile Gilbert       | Les Verts      | 1 778        | 3,61         |             |             |  |
|                | Catherine Jouanneau  | SÉGA           | 997          | 2,02         |             |             |  |
|                | Émilie Thélot        | MPF            | 761          | 1,54         |             |             |  |
|                | Ghyslaine Thomas     | GÉ             | 497          | 1,01         |             |             |  |
|                | Jacques Beunèche     | LO             | 392          | 0,8          |             |             |  |
|                | Simone Giammertini   | MNR            | 359          | 0,73         |             |             |  |
|                | Marie-Agnès Desserre | Divers         | 334          | 0,68         |             |             |  |
|                | Thierry Jallas       | AL             | 160          | 0,32         |             |             |  |
|                |                      |                |              |              |             |             |  |
| Inscrits       | Inscrits             | Inscrits       | 88 626       | 100,00       | 88 625      | 100,00      |  |
| Abstentions    | Abstentions          | Abstentions    | 38 743       | 43,72        | 40 530      | 45,73       |  |
| Votants        | Votants              | Votants        | 49 883       | 56,28        | 48 095      | 54,27       |  |
| Blancs et nuls | Blancs et nuls       | Blancs et nuls | 581          | 1,16         | 1 071       | 2,23        |  |
| Exprimés       | Exprimés             | Exprimés       | 49 302       | 98,84        | 47 024      | 97,77       |  |

### Élections de 2012
| Candidat       | Candidat                     | Parti          | Premier tour | Premier tour | Second tour | Second tour |  |
| Candidat       | Candidat                     | Parti          | Voix         | %            | Voix        | %           |  |
| -------------- | ---------------------------- | -------------- | ------------ | ------------ | ----------- | ----------- |  |
|                | Yves Albarello sortant réélu | UMP            | 15 132       | 33,66        | 21 583      | 50,08       |  |
|                | Sophie Cerqueira             | PS             | 15 058       | 33,50        | 21 513      | 49,92       |  |
|                | Georges Martin               | FN             | 8 010        | 17,82        |             |             |  |
|                | Marianne Margate             | FG (PCF)       | 4 286        | 9,53         |             |             |  |
|                | Antoine Parodi               | EÉLV           | 1 111        | 2,47         |             |             |  |
|                | Nathalie Tortrat             | Cap21          | 450          | 1,00         |             |             |  |
|                | Francisco Mena               | DLR            | 398          | 0,89         |             |             |  |
|                | Robert Benichou              | AÉI            | 293          | 0,65         |             |             |  |
|                | Gérard Délimard              | LO             | 215          | 0,48         |             |             |  |
|                |                              |                |              |              |             |             |  |
| Inscrits       | Inscrits                     | Inscrits       | 81 916       | 100,00       | 81 916      | 100,00      |  |
| Abstentions    | Abstentions                  | Abstentions    | 36 491       | 44,55        | 37 615      | 45,92       |  |
| Votants        | Votants                      | Votants        | 45 425       | 55,45        | 44 301      | 54,08       |  |
| Blancs et nuls | Blancs et nuls               | Blancs et nuls | 472          | 1,04         | 1 205       | 2,72        |  |
| Exprimés       | Exprimés                     | Exprimés       | 44 953       | 98,96        | 43 096      | 97,28       |  |

### Élections de 2017
|                                                                                |                                                                                            |                           |                           |                          |                          |
|                                                                                |                                                                                            | Premier tour 11 juin 2017 | Premier tour 11 juin 2017 | Second tour 18 juin 2017 | Second tour 18 juin 2017 |
|                                                                                |                                                                                            |                           |                           |                          |                          |
|                                                                                |                                                                                            | Nombre                    | % des inscrits            | Nombre                   | % des inscrits           |
| Inscrits                                                                       | Inscrits                                                                                   | 85 370                    | 100,00                    | 85 368                   | 100,00                   |
| Abstentions                                                                    | Abstentions                                                                                | 47 184                    | 55,27                     | 52 372                   | 61,35                    |
| Votants                                                                        | Votants                                                                                    | 38 186                    | 44,73                     | 32 996                   | 38,65                    |
|                                                                                |                                                                                            |                           | % des votants             |                          | % des votants            |
| Bulletins blancs                                                               | Bulletins blancs                                                                           | 470                       | 1,23                      | 2 523                    | 7,65                     |
| Bulletins nuls                                                                 | Bulletins nuls                                                                             | 160                       | 0,42                      | 739                      | 2,24                     |
| Suffrages exprimés                                                             | Suffrages exprimés                                                                         | 37 556                    | 98,35                     | 29 734                   | 90,11                    |
|                                                                                |                                                                                            |                           |                           |                          |                          |
| Candidat Étiquette politique (partis et alliances)                             | Candidat Étiquette politique (partis et alliances)                                         | Voix                      | % des exprimés            | Voix                     | % des exprimés           |
|                                                                                |                                                                                            |                           |                           |                          |                          |
|                                                                                | Rodrigue Kokouendo La République en marche                                                 | 11 951                    | 31,82                     | 18 279                   | 61,48                    |
|                                                                                | Béatrice Troussard Front national                                                          | 6 645                     | 17,69                     | 11 455                   | 38,52                    |
|                                                                                | Yves Albarello (député sortant) Les Républicains (Union des démocrates et indépendants)    | 6 057                     | 16,13                     |                          |                          |
|                                                                                | Grégory Jurado La France insoumise                                                         | 4 556                     | 12,13                     |                          |                          |
|                                                                                | Marianne Margaté Parti communiste français                                                 | 2 491                     | 6,63                      |                          |                          |
|                                                                                | Stéphane Jabut Parti socialiste                                                            | 1 617                     | 4,31                      |                          |                          |
|                                                                                | Julien Proffit Divers droite                                                               | 1 185                     | 3,16                      |                          |                          |
|                                                                                | Farid Djabali Europe Écologie Les Verts                                                    | 1 043                     | 2,78                      |                          |                          |
|                                                                                | Jérôme Bocquet Divers (Parti animaliste)                                                   | 689                       | 1,83                      |                          |                          |
|                                                                                | Rose-Marie Huguet Debout la France                                                         | 657                       | 1,75                      |                          |                          |
|                                                                                | Vincent Poiret Divers (Union populaire républicaine)                                       | 237                       | 0,63                      |                          |                          |
|                                                                                | Catherine Weiss Lutte ouvrière                                                             | 237                       | 0,63                      |                          |                          |
|                                                                                | Jean-Thierry Guilleré-Delangre Divers droite (Centre national des indépendants et paysans) | 169                       | 0,45                      |                          |                          |
|                                                                                | Brice Masseix Divers                                                                       | 22                        | 0,06                      |                          |                          |
| Source : Ministère de l'Intérieur - Septième circonscription de Seine-et-Marne |                                                                                            |                           |                           |                          |                          |

### Élections de 2022
Les élections législatives françaises de 2022 ont lieu les dimanches 12 et 19 juin 2022.
| Résultats des élections législatives des 12 et 19 juin 2022 de la 7e circonscription de Seine-et-Marne |                          |                          |                          |              |              |             |             |
| Candidats                                                                                              | Candidats                | Parti et coalition       | Nuance                   | Premier tour | Premier tour | Second tour | Second tour |
| Candidats                                                                                              | Candidats                | Parti et coalition       | Nuance                   | Voix         | %            | Voix        | %           |
| | Ersilia Soudais          | LFI (NUPES)              | NUP                      | 11 344       | 30,89        | 16 732      | 51,31       |
| | Didier Bernard           | RN                       | RN                       | 8 923        | 24,30        | 15 880      | 48,69       |
| | Rodrigue Kokouendo       | LREM (ENS)               | ENS                      | 8 823        | 24,02        |             |             |
| | Patrick Jahier           | LR (UDC)                 | LR                       | 3 509        | 9,55         |             |             |
| | Béatrice Troussard       | REC                      | REC                      | 1 759        | 4,79         |             |             |
| | Laetitia Guillard        | PA                       | ECO                      | 847          | 2,31         |             |             |
| | Michel Dailly            | LP (UPF)                 | DSV                      | 678          | 1,85         |             |             |
| | Gabrielle Frija          | LO                       | DXG                      | 558          | 1,52         |             |             |
| | Patrice Hemet            | RS (LRDP)                | DVG                      | 188          | 0,51         |             |             |
| | Ketty Baku Mandediba     | PDF                      | DVD                      | 98           | 0,27         |             |             |
| Suffrages exprimés                                                                                     | Suffrages exprimés       | Suffrages exprimés       | Suffrages exprimés       | 36 727       | 97,71        | 32 612      | 88,29       |
| Votes blancs                                                                                           | Votes blancs             | Votes blancs             | Votes blancs             | 688          | 1,83         | 3 513       | 9,51        |
| Votes nuls                                                                                             | Votes nuls               | Votes nuls               | Votes nuls               | 173          | 0,46         | 811         | 2,20        |
| Total                                                                                                  | Total                    | Total                    | Total                    | 37 588       | 100          | 36 936      | 100         |
| Abstention                                                                                             | Abstention               | Abstention               | Abstention               | 50 254       | 57,21        | 50 921      | 57,96       |
| Inscrits / participation                                                                               | Inscrits / participation | Inscrits / participation | Inscrits / participation | 87 842       | 42,79        | 87 857      | 42,04       |

### Élections de 2024
Les élections législatives françaises de 2024 ont lieu les dimanches 30 juin et 7 juillet 2024. Ces élections anticipées sont la conséquence d'une dissolution de l'Assemblée Nationale par le Président français Emmanuel Macron le 9 juin 2024. À cette date s'est déroulé le vote et la publication des résultats des élections européennes de 2024 en France.
| Candidats                | Candidats                          | Parti et coalition       | Nuance                   | Premier tour | Premier tour | Second tour | Second tour |
| Candidats                | Candidats                          | Parti et coalition       | Nuance                   | Voix         | %            | Voix        | %           |
| ------------------------ | ---------------------------------- | ------------------------ | ------------------------ | ------------ | ------------ | ----------- | ----------- |
|                          | Agnès Laffite                      | RN                       | RN                       | 20 179       | 35,72        | 24 063      | 47,00       |
|                          | Ersilia Soudais (députée sortante) | LFI (NFP)                | UG                       | 18 523       | 32,79        | 27 137      | 53,00       |
|                          | Christian Robache                  | HOR (ENS)                | ENS                      | 10 607       | 18,78        |             |             |
|                          | Rodrigue Kokouendo                 | RE diss.                 | DVC                      | 3 345        | 5,92         |             |             |
|                          | Naïma Moghir                       | ÉAC                      | DVC                      | 1 872        | 3,31         |             |             |
|                          | Mathilde Yu-Yueng                  | DLF                      | DSV                      | 682          | 1,21         |             |             |
|                          | Yannick Carlino                    | REC                      | REC                      | 657          | 1,16         |             |             |
|                          | Gabrielle Frija                    | LO                       | EXG                      | 621          | 1,10         |             |             |
|                          | Maria Louro                        | UDI                      | UDI                      | 3            | 0,01         |             |             |
|                          |                                    |                          |                          |              |              |             |             |
| Votes valides            | Votes valides                      | Votes valides            | Votes valides            | 56 489       | 97,45        | 51 200      | 90,05       |
| Votes blancs             | Votes blancs                       | Votes blancs             | Votes blancs             | 1 056        | 1,82         | 4 514       | 7,94        |
| Votes nuls               | Votes nuls                         | Votes nuls               | Votes nuls               | 423          | 0,73         | 1 141       | 2,01        |
| Total                    | Total                              | Total                    | Total                    | 57 968       | 100          | 56 855      | 100         |
| Abstention               | Abstention                         | Abstention               | Abstention               | 31 255       | 35,03        | 32 412      | 36,31       |
| Inscrits / participation | Inscrits / participation           | Inscrits / participation | Inscrits / participation | 89 223       | 64,97        | 89 267      | 63,69       |